# Oncostemum racemiferum
Oncostemum racemiferum är en viveväxtart som beskrevs av Carl Christian Mez. Oncostemum racemiferum ingår i släktet Oncostemum och familjen viveväxter. Inga underarter finns listade i Catalogue of Life.